# نورت بی شور (نیویورک)
نورت بی شور (به انگلیسی: North Bay Shore) یک منطقهٔ مسکونی در ایالات متحده آمریکا است که در شهرستان سافک، نیویورک واقع شده‌است. نورت بی شور ۸٫۴ کیلومتر مربع مساحت و ۱۸٬۹۴۴ نفر جمعیت دارد و ۱۱ متر بالاتر از سطح دریا واقع شده‌است.